# Prodasineura hanzhongensis
Prodasineura hanzhongensis är en trollsländeart som beskrevs av Yang och Li 1995. Prodasineura hanzhongensis ingår i släktet Prodasineura och familjen Protoneuridae. Inga underarter finns listade i Catalogue of Life.